# Mesobuthus afghanus
Espèce
Synonymes
- Buthus afghanus Pocock, 1889
- Buthus agnetis Werner, 1936

Mesobuthus afghanus est une espèce de scorpions de la famille des Buthidae.

## Distribution
Cette espèce se rencontre en Iran dans la province du Khorassan-e Razavi, en Afghanistan et au Turkménistan,.

## Description
Le mâle holotype mesure 37 mm.
Le mâle décrit par Kovařík, Fet, Gantenbein, Graham, Yağmur, Šťáhlavský, Poverenni et Nouvruzov en 2022 mesure 41,55 mm et la femelle 49,71 mm.

## Systématique et taxinomie
Cette espèce a été décrite sous le protonyme Buthus afghanus par Pocock en 1889. Elle est considérée comme une sous-espèce de Buthus eupeus par Birula en 1900. Elle suit son espèce dans le genre Mesobuthus en 1950. Elle est élevée au rang d'espèce par Kovařík en 2019.
Buthus agnetis a été placée en synonymie par Kovařík, Fet, Gantenbein, Graham, Yağmur, Šťáhlavský, Poverenni et Nouvruzov en 2022.

## Étymologie
Son nom d'espèce lui a été donné en référence au lieu de sa découverte, l'Afghanistan.

## Publication originale
- Pocock, 1889 : « Arachnida, Chilopoda, and Crustacea. On the zoology of the Afghan Delimitation Commission. » Transactions of the Linnaean Society of London, Zoology, sér. 2, vol. 5, p. 110-121 (texte intégral).